# 清平站 (韓國)
清平站（：／ Cheongpyeong yeok */?）是京春線沿線的一座地面車站，位於韓國京畿道加平郡清平面清平里。本站有ITX-青春列車停靠。

## 車站構造
站體為2面4線雙島式月台的地面車站，候車月台設有月台幕門。

### 月台配置
| ↑ 大成里        |
| ４３ \| ２１ \| |
| 上泉 ↓          |

| 月台 | 路線                        | 目的地                 |
| ---- | --------------------------- | ---------------------- |
| 1、2 | ●首都圈電鐵京春線、ITX-青春 | 上泉、加平、春川方向   |
| 3、4 | ●首都圈電鐵京春線、ITX-青春 | 上鳳、清涼里、龍山方向 |

## 歷史
- 1939年7月20日：以普通站開始營業。
- 1950年6月30日：車站毀於韓戰。
- 1958年6月21日：新站竣工。
- 1988年1月1日：停止處理小件貨物。
- 2009年9月1日：車站遷移至距離起點38.3公里處。
- 2010年12月21日：京春線鐵路複線電氣化工程完工，首都圈電鐵京春線開始運行。
- 2010年12月30日：停止貨運服務。
- 2011年8月1日：急行列車開始於平日停靠。
- 2012年2月28日：ITX-青春列車開始運行，同時急行列車停止服務。
- 2017年1月31日：急行列車複駛。

## 車站周邊
- 虎鳴山
- 清平面行政福利中心
- 清平客運站（朝鲜语：청평터미널）
- 清平遊樂園
- 清平中學
- 清平初等學校
- 中央內水面硏究所（朝鲜语：중앙내수면연구소）

## 圖片

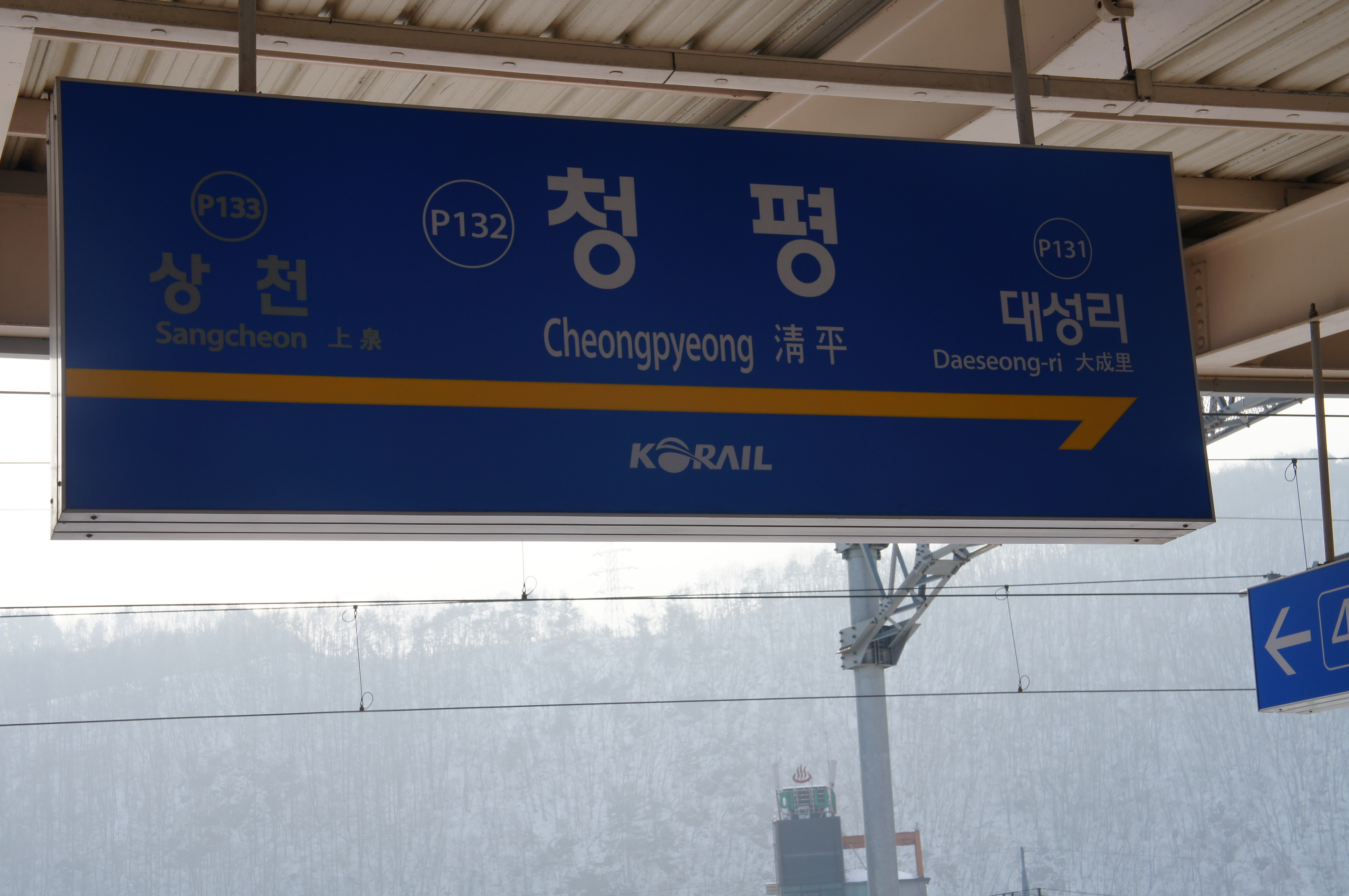
站名牌
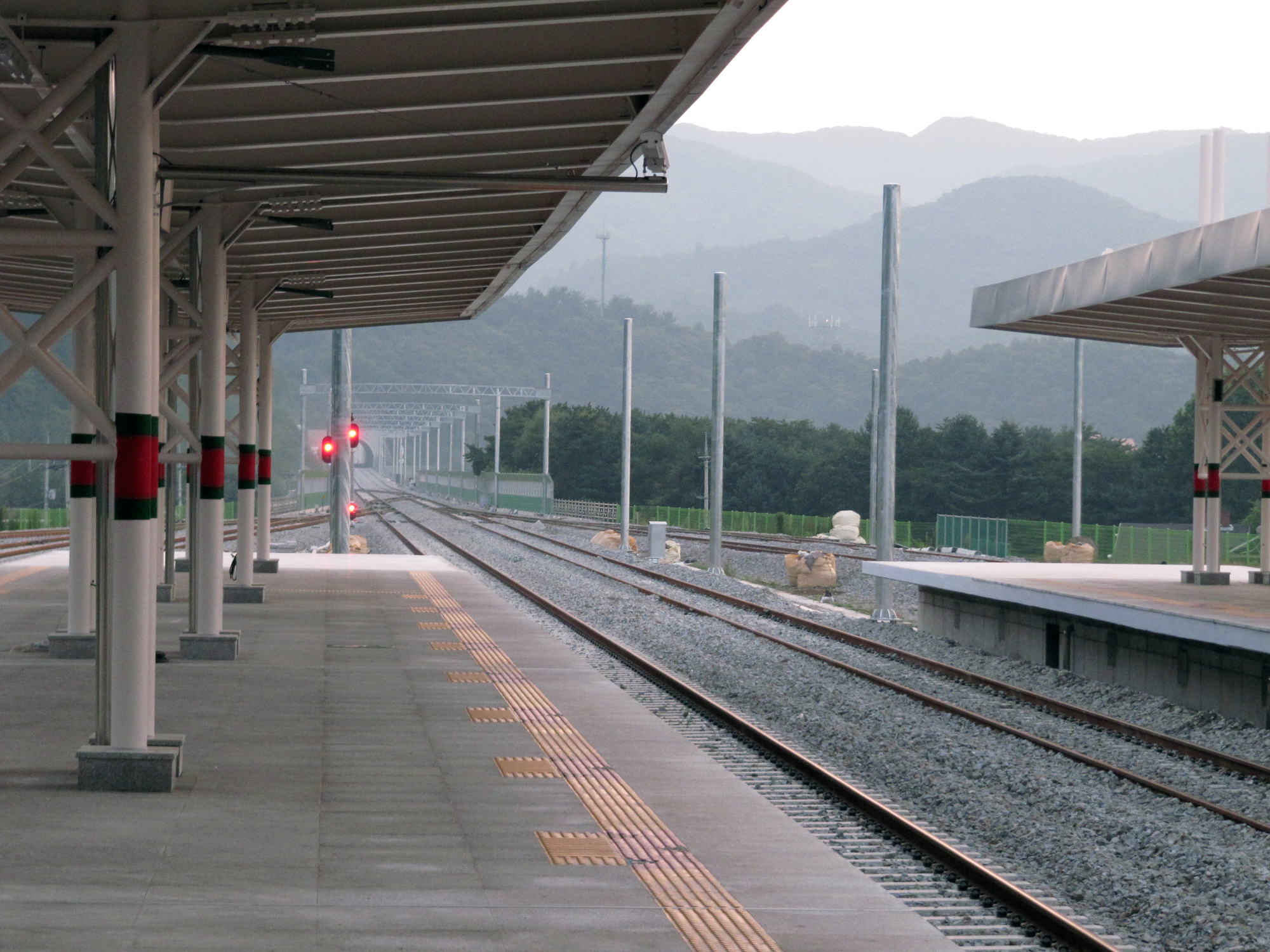
候車月台（往首爾方向）
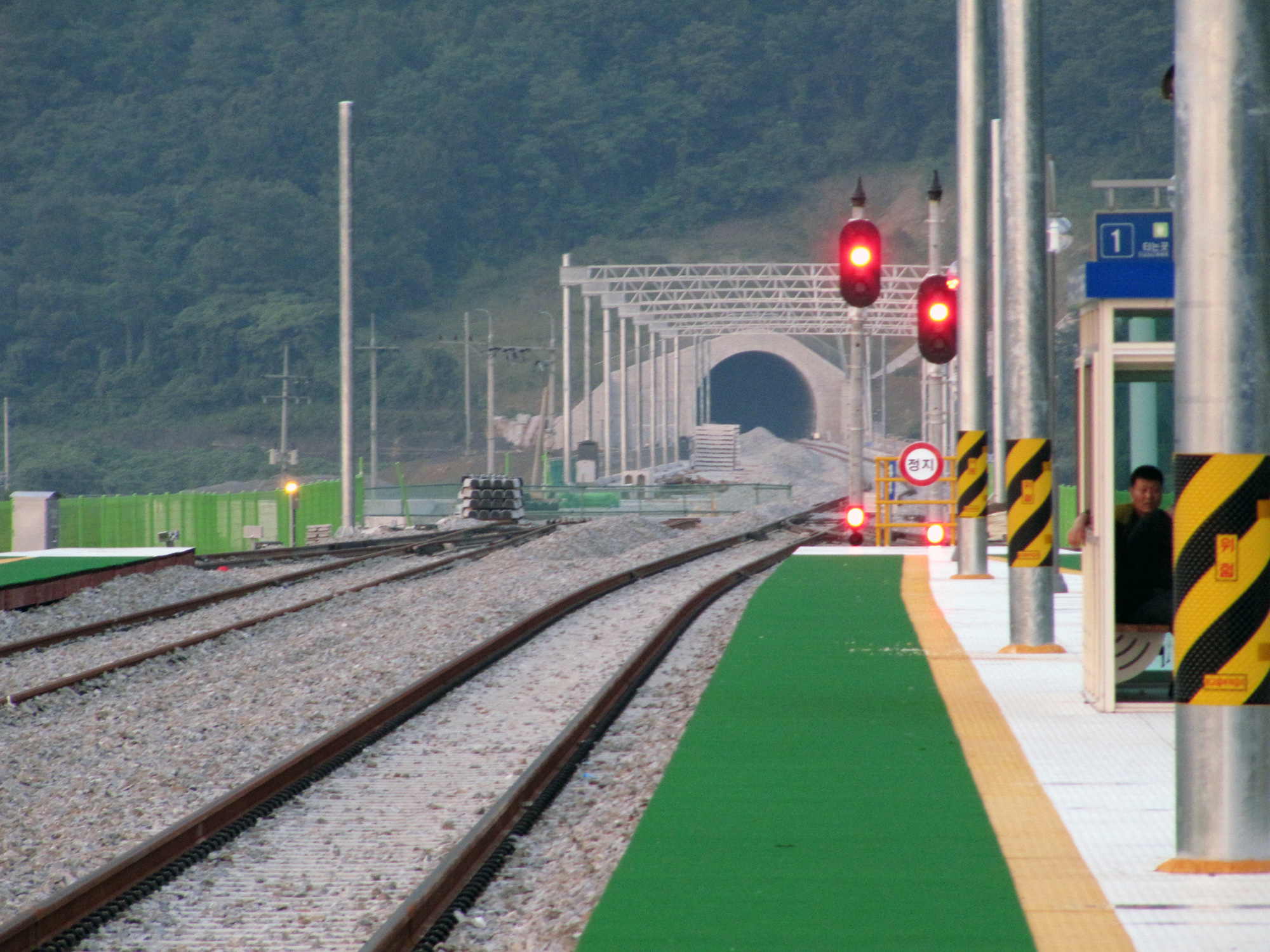
候車月台（往春川方向）
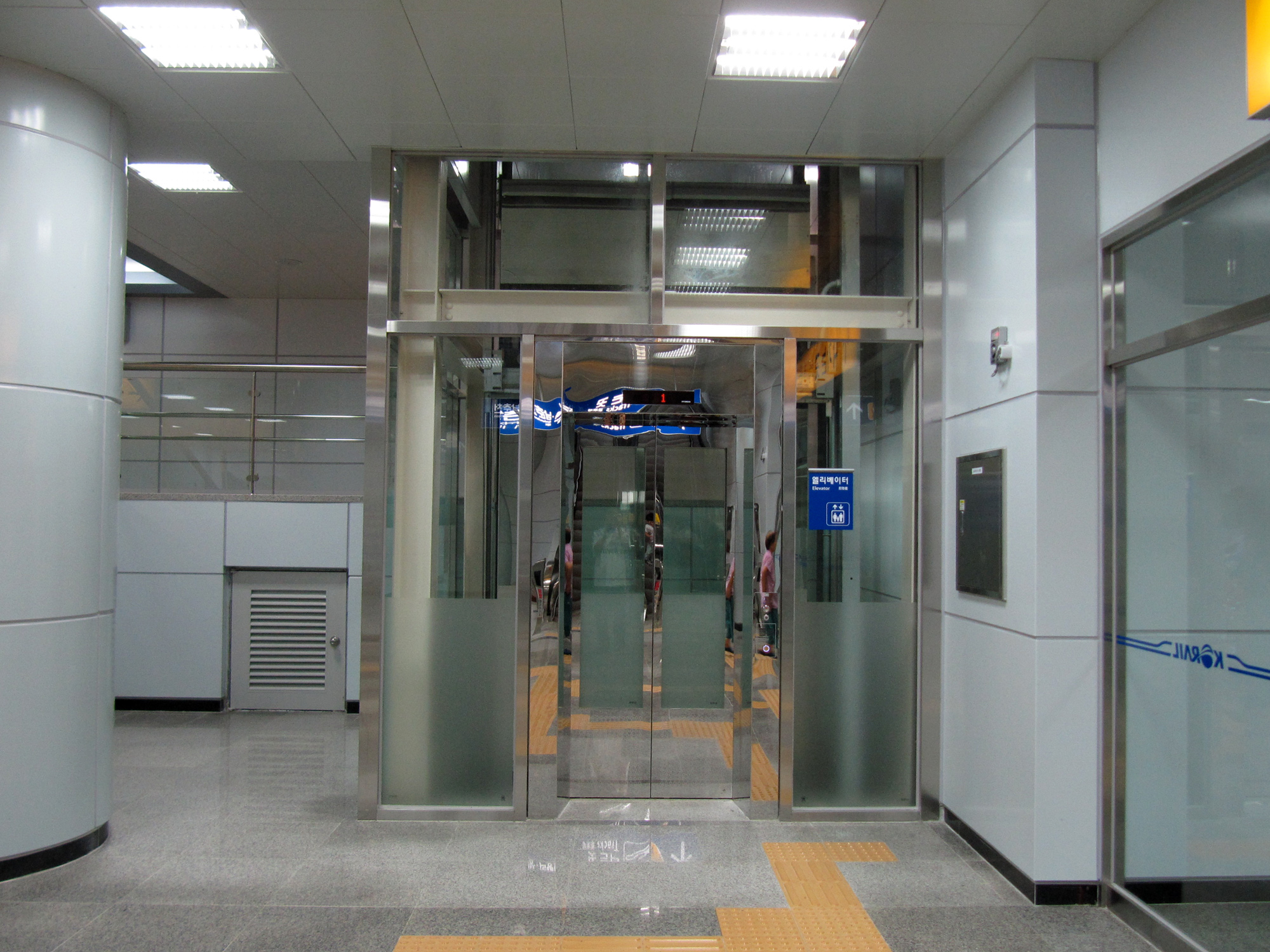
站內電梯
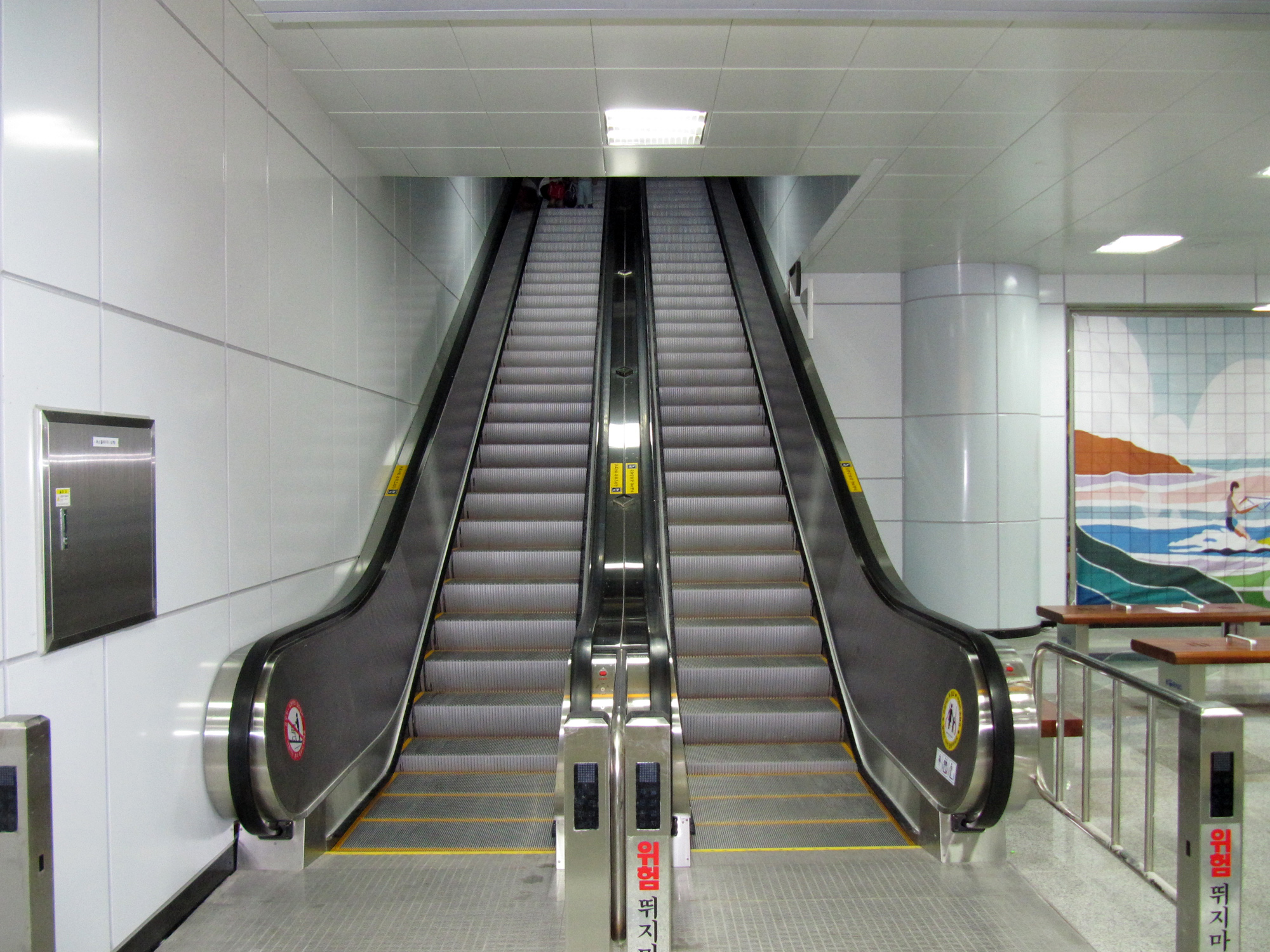
站內電扶梯
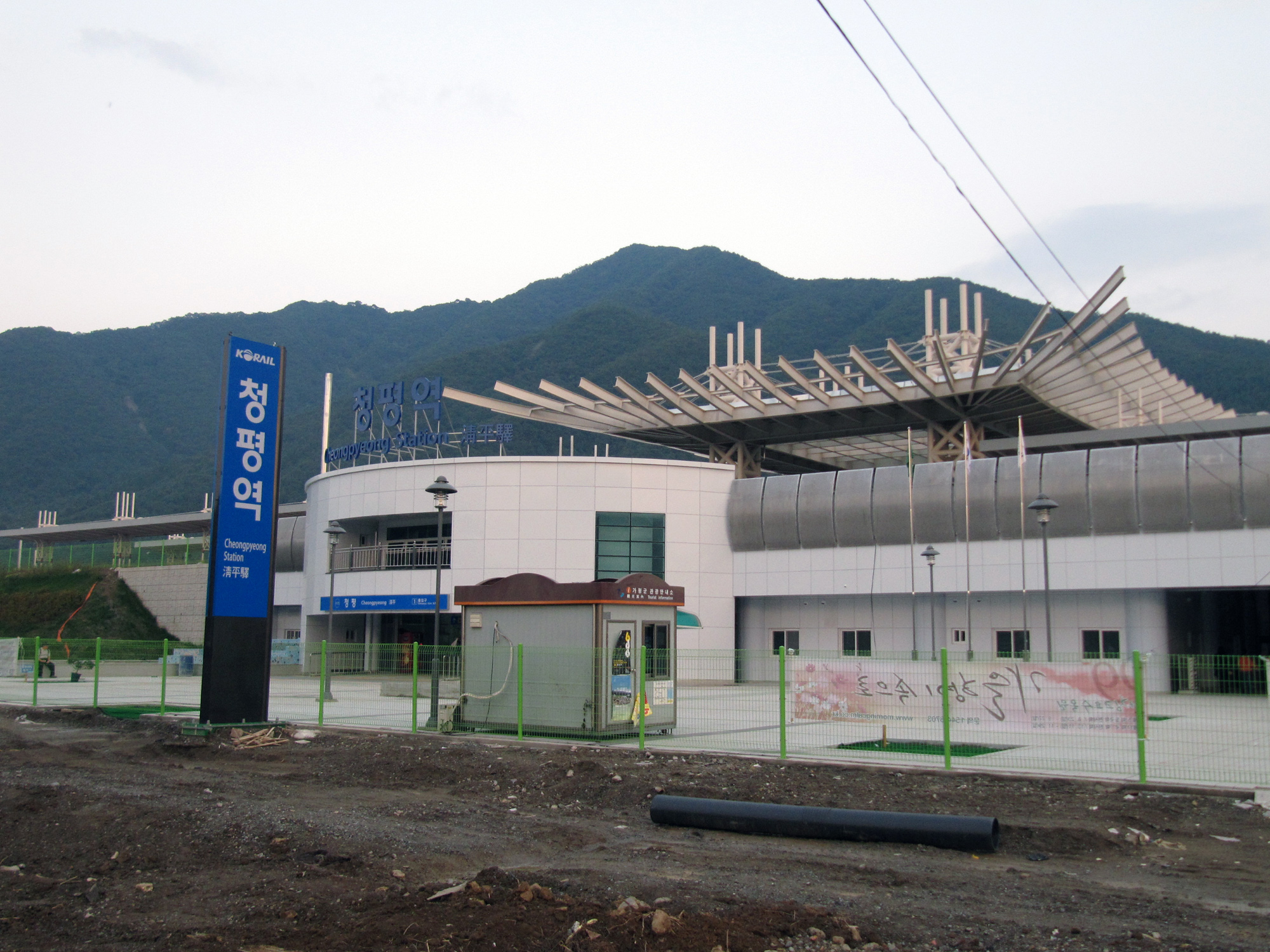
車站建築
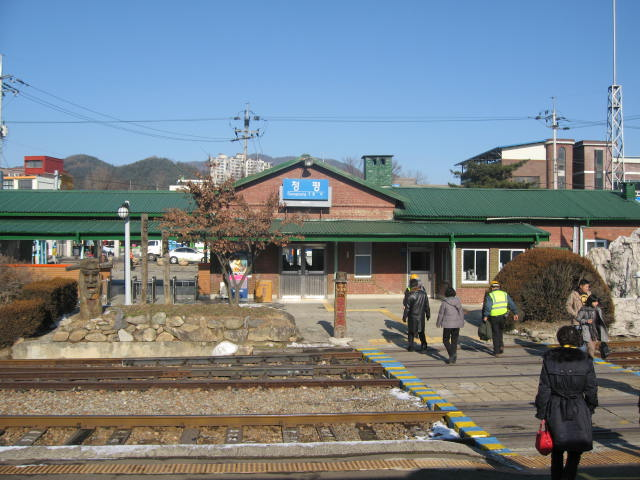
舊站建築

## 相鄰車站
韓國鐵道公社
●首都圈電鐵京春線
急行、ITX-青春
磨石（P130）－清平（P132）－加平（P134）
緩行
大成里（P131）－清平（P132）－上泉（P133）